# Skönheten i allt
Skönheten i allt (originaltitel: Collateral Beauty) är en amerikansk dramafilm från 2016, regisserad av David Frankel och skriven av Allan Loeb. I filmen medverkar Will Smith, Edward Norton, Keira Knightley, Michael Peña, Naomie Harris, Jacob Latimore, Kate Winslet och Helen Mirren.

## Rollista
| Will Smith       | – Howard Inlet       |
| Edward Norton    | – Whit Yardshaw      |
| Keira Knightley  | – Aimee / "Kärleken" |
| Michael Peña     | – Simon Scott        |
| Naomie Harris    | – Madeline           |
| Jacob Latimore   | – Raffi / "Tiden"    |
| Kate Winslet     | – Claire Wilson      |
| Helen Mirren     | – Brigitte / "Döden" |
| Kylie Rogers     | – Allison Yardshaw   |
| Ann Dowd         | – Sally Price        |
| Mary Beth Peil   | – Whits mor          |
| Liza Colón-Zayas | – Trevors mor        |
| Natalie Gold     | – Adams mor          |

## Mottagande
Filmen möttes av oerhört negativa recensioner av vissa kritiker. På Rotten Tomatoes har filmen ett medelbetyg på 12%, baserad på 145 recensioner  och ett genomsnittsbetyg på 3,5 av 10. På Metacritic har filmen genomsnittsbetyget 23 av 100, baserad på 40 recensioner. Filmen har dock på IMDB ett betyg på 6,8 av 10, baserat på drygt 40000 röster, så det generella mottagandet är såtillvida inte entydigt vare sig positivt eller negativt.